# Berliner Programm
Das so genannte Berliner Programm, eigentlich Grundsatzprogramm der Sozialdemokratischen Partei Deutschlands, war das Parteiprogramm der SPD von 1989 bis 2007. Es wurde am 20. Dezember 1989 auf dem Programm-Parteitag der SPD in Berlin verabschiedet und löste das seit 1959 gültige Godesberger Programm ab.
Das Berliner Programm gilt als postmaterialistisches und ökologisch orientiertes Programm, das vor allem von den neuen sozialen Bewegungen der 1980er-Jahre geprägt wurde.
Es wurde im Oktober 2007 vom Hamburger Programm abgelöst.

## Entstehung
Die SPD war in den 1980er-Jahren vor allem von parteiinternen Spannungen geprägt. Weite Teile der Partei hatten schon Ende der 1970er-Jahre den Kurs des SPD-Kanzlers Helmut Schmidt kritisiert, vor allem dessen Befürwortung des NATO-Doppelbeschlusses. Nach dem Zerfall  der sozialliberalen Koalition und der Übernahme der Kanzlerschaft durch Helmut Kohl mittels eines konstruktiven Misstrauensvotums im September 1982 musste die SPD nach 13 Jahren wieder die Opposition im Bundestag bilden.
Auf dem Parteitag in Essen 1984 wurde eine Programmkommission unter dem Parteivorsitzenden Willy Brandt eingesetzt, die ein neues Programm ausarbeiten sollte, das den gesellschaftlichen und technischen Veränderungen Rechnung tragen sollte. Die Programmkommission fand sich zu einem „Langzeitkonvent“ im Kloster Irsee im Allgäu zusammen, auf dem sie in mehreren Sitzungen den „Irseer Programmentwurf“ erarbeitete, der 1986 der Öffentlichkeit präsentiert wurde. Der 107-seitige Programmentwurf war geprägt von der Forderung nach einer Abkehr vom Wachstumsdenken hin zu mehr Ökologie und Nachhaltigkeit, Technikkontrolle und „weiblichen Tugenden“. Er fand jedoch bei der Beratung auf dem Nürnberger Parteitag der SPD 1986 wenig Anklang und wurde als modernisierungsfeindlich kritisiert. Der damalige saarländische Ministerpräsident und SPD-Landesvorsitzende des Saarlands, Oskar Lafontaine, legte darauf mit „Fortschritt 90“ ein neues programmatisches Konzept vor und löste 1987 Willy Brandt als Vorsitzenden der Programmkommission ab. Die Arbeit der Programmkommission war in der darauffolgenden Zeit von Konflikten geprägt und hatte eine desaströse Außenwirkung. Im März 1989 lag schließlich ein neuer Programmentwurf vor.
Der Programmparteitag wurde aufgrund des Falls der Berliner Mauer und der sich überschlagenden Ereignisse in der DDR von Bremen nach Berlin verlegt und fand vom 18. bis zum 20. Dezember 1989 statt. Die Diskussion des Programms auf dem Parteitag trat so auch angesichts der Einheitsfrage in den Hintergrund, Reden von Willy Brandt und Günter Grass propagierten die deutsche Wiedervereinigung, während Oskar Lafontaine Bedenken zum Ausdruck brachte. Somit wurde das Programm verabschiedet, fand aber kaum Aufmerksamkeit, zumal am selben Tag Bundeskanzler Helmut Kohl einen viel beachteten Auftritt in Dresden hatte, bei dem ihn eine riesige Menschenmenge mit schwarz-rot-goldenen Fahnen feierte.

## Inhalt
Schwerpunkte des Berliner Programms sind Ökologie, eine nachhaltige Ausrichtung der Industriegesellschaft, Gleichberechtigung der Frauen, Verkürzung der Arbeitszeiten und Friedenspolitik. Einführend heißt es:
Wir Sozialdemokraten, Frauen und Männer, kämpfen für eine friedliche Welt und eine lebensfähige Natur, für eine menschenwürdige, sozial gerechte Gesellschaft. Wir wollen Bewahrenswertes erhalten, lebensbedrohende Risiken abwenden und Mut machen, Fortschritt zu erstreiten. Wir wollen Frieden.

Der Absatz „Unser Bild vom Menschen“ nimmt Bezug auf den ersten Satz der UNO-Menschenrechtsdeklaration und sagt unter anderem: 
Die Würde des Menschen verlangt, daß er sein Leben in Gemeinschaft mit anderen selbst bestimmen kann. Frauen und Männer sollen gleichberechtigt und solidarisch zusammenwirken. Alle sind für menschenwürdige Lebensbedingungen verantwortlich. Die Würde des Menschen ist unabhängig von seiner Leistung und Nützlichkeit.

Im umfangreichsten Absatz „Die freie, gerechte und solidarische Gesellschaft“ werden Programmpunkte eines demokratischen Sozialismus dargestellt, die besonders Peter von Oertzen mitgestaltet hatte: 
Die bürgerlichen Revolutionen der Neuzeit haben Freiheit, Gleichheit und Brüderlichkeit mehr beschworen als verwirklicht. Deshalb hat die Arbeiterbewegung die Ideale dieser Revolutionen eingeklagt: Eine solidarische Gesellschaft mit gleicher Freiheit für alle Menschen. Es ist ihre historische Grunderfahrung, dass Reparaturen am Kapitalismus nicht genügen. Eine neue Ordnung von Wirtschaft und Gesellschaft ist nötig.
Es ist untergliedert in die fünf Kapitel
- „Die Gleichstellung aller Menschen in einer solidarischen Gesellschaft“,
- „Die Zukunft der Arbeit und der freien Zeit“,
- „Durch soziale Gerechtigkeit zur solidarischen Gesellschaft“,
- „Ökologisch und sozial verantwortliches Wirtschaften“ (mit einem Unterkapitel „Wirtschaftsdemokratie“),
- „Demokratie in Staat und Gesellschaft“.

## Rezeption
Diese Rückkehr zu gesellschaftskritischen Prinzipien wurde von Kritikern allerdings als für die Parteientwicklung irrelevante Rhetorik von Alt-68ern abgetan, neben der sich eine Verschiebung der SPD nach Rechts vollzogen habe. Das Programm sei weitgehend unbemerkt und unberücksichtigt geblieben.